# Ziegenfuß-Prunkwinde
Die Ziegenfuß-Prunkwinde (Ipomoea pes-caprae), auch Strandwinde genannt, ist eine Pflanzenart aus der Gattung der Prunkwinden (Ipomoea) in der Familie der Windengewächsen (Convolvulaceae). Sie ist weltweit an tropischen Stränden und Ufern zu finden.

## Beschreibung
Die Ziegenfuß-Prunkwinde ist eine mehrjährige krautige oder leicht sukkulente Pflanze und breitet sich kriechend oder kletternd aus. Die Pflanzen sind unbehaart, die Stängel sind dick und können bis zu 20 m lang werden. Die 6 bis 10 cm langen Laubblätter haben lange Blattstiele, der Umriss der Blattspreite ist nahezu kreisförmig, die Spitze ist breit abgerundet, ausgebuchtet und leicht zweilappig, die Basis ist abgerundet oder etwas herzförmig. An der Basis der Mittelrippe ist auf der Unterseite beidseitig eine Drüse auszumachen. Zum Schutz vor der Hitze in den Habitaten weisen die Blätter aufrecht. Die Wurzeln sind lang und von einer dicken braunen Rinde umgeben.

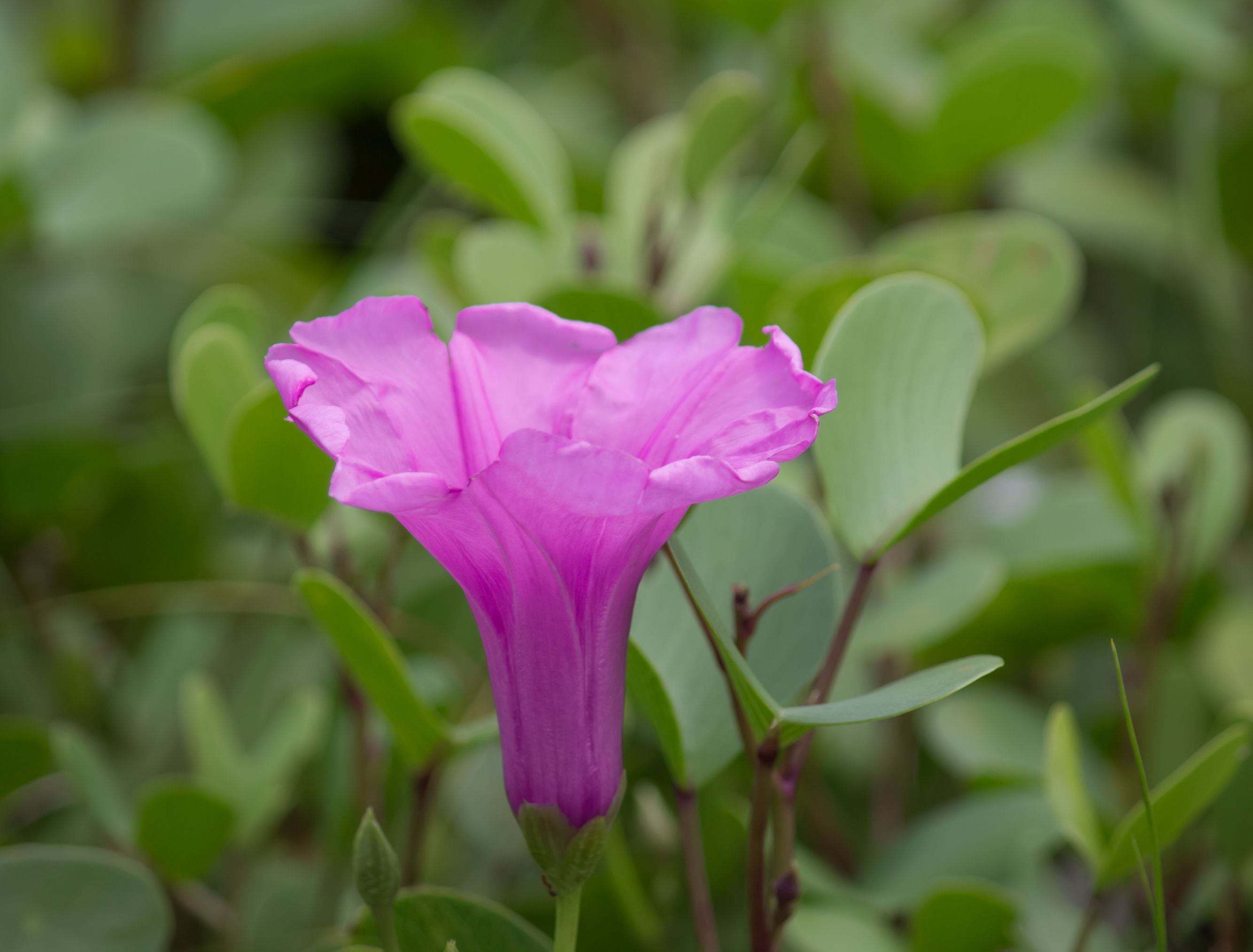
Ziegenfuß-Prunkwinde

Die Blütenstände bestehen aus einer bis mehreren Blüten. Die kräftigen, meist gegabelten Blütenstandsstiele sind etwa so lang wie die Blattstiele. Die Blütenstiele sind 2 bis 5 cm lang und schlank. Die etwa 1 cm langen Kelchblätter sind oval oder nahezu kreisförmig und an der Spitze abgerundet oder abgestumpft. Die Krone erreicht eine Länge von 4 bis 5 cm sowie einen Durchmesser von 5 bis 8 cm und ist rosafarben bis purpurn gefärbt, das Saftmal ist dunkler. 
Die Früchte sind eiförmig-kugelige Kapseln, die etwa 1,5 cm lang werden und durch vier Klappen aufspringen. Sie enthalten in zwei Samenkammern vier Samen, die dicht dunkelbraun behaart sind.
Die Chromosomenzahl beträgt 2n = 30.

## Verbreitung
Die Ziegenfuß-Prunkwinde ist weltweit an tropischen Stränden verbreitet, wo sie zu den Pionierpflanzen zählt und teilweise als Kennart bestimmter Pflanzengesellschaften in Erscheinung tritt, so zum Beispiel in der nach ihr benannten „pes-caprae-Formation“, wo sie vor allem mit Canavalia maritima, einer Hülsenfrüchtler-Art ähnlichen Habitus', auftritt. Durch das starke Wurzelwerk bindet sie den Sand und verhindert das Wegspülen des Bodens. Die Art besiedelt aber auch nicht-marine Standorte im Inland oder an Süßwasserstränden.

## Etymologie
Der deutsche Name Ziegenfuß-Prunkwinde leitet sich von der Form der Blätter ab, die an einen Ziegenfuß erinnern. Auch die Bedeutung des Epithetons leitet sich davon ab.

## Nachweise